# Брдари
Брдари су насељено мјесто у Босни и Херцеговини у општини Сански Мост које административно припада Федерацији Босне и Херцеговине. Према попису становништва из 1991. у насељу је живјело 539 становника.

## Становништво
| Националност       | 1991.        | 1981.        | 1971.        |
| Муслимани          | 291 (53,98%) | 228 (44,35%) | 175 (36,68%) |
| Срби               | 223 (41,37%) | 278 (54,08%) | 284 (59,53%) |
| Хрвати             | 12 (2,22%)   | 7 (1,36%)    | 18 (3,77%)   |
| Југословени        | 5 (0,92%)    | 0            | 0            |
| остали и непознато | 8 (1,48%)    | 1 (0,19%)    | 0            |
| Укупно             | 539          | 514          | 477          |